# Rotor-Chiffriermaschine
Rotor-Chiffriermaschinen (auch Rotor-Schlüsselmaschinen) sind mechanische oder elektromechanische, in seltenen Fällen auch pneumatische oder hydraulische, Ver- und Entschlüsselungsmaschinen, die zumeist mehrere mit Buchstaben besetzte Rotoren enthalten, die für jeden Buchstaben des Textes eine unterschiedliche (polyalphabetische) Ersetzung erzeugen. Sie waren etwa von 1920 bis 1960 in Gebrauch, insbesondere während der Zeit des Zweiten Weltkriegs, und teilweise noch bis in die 1990er-Jahre.

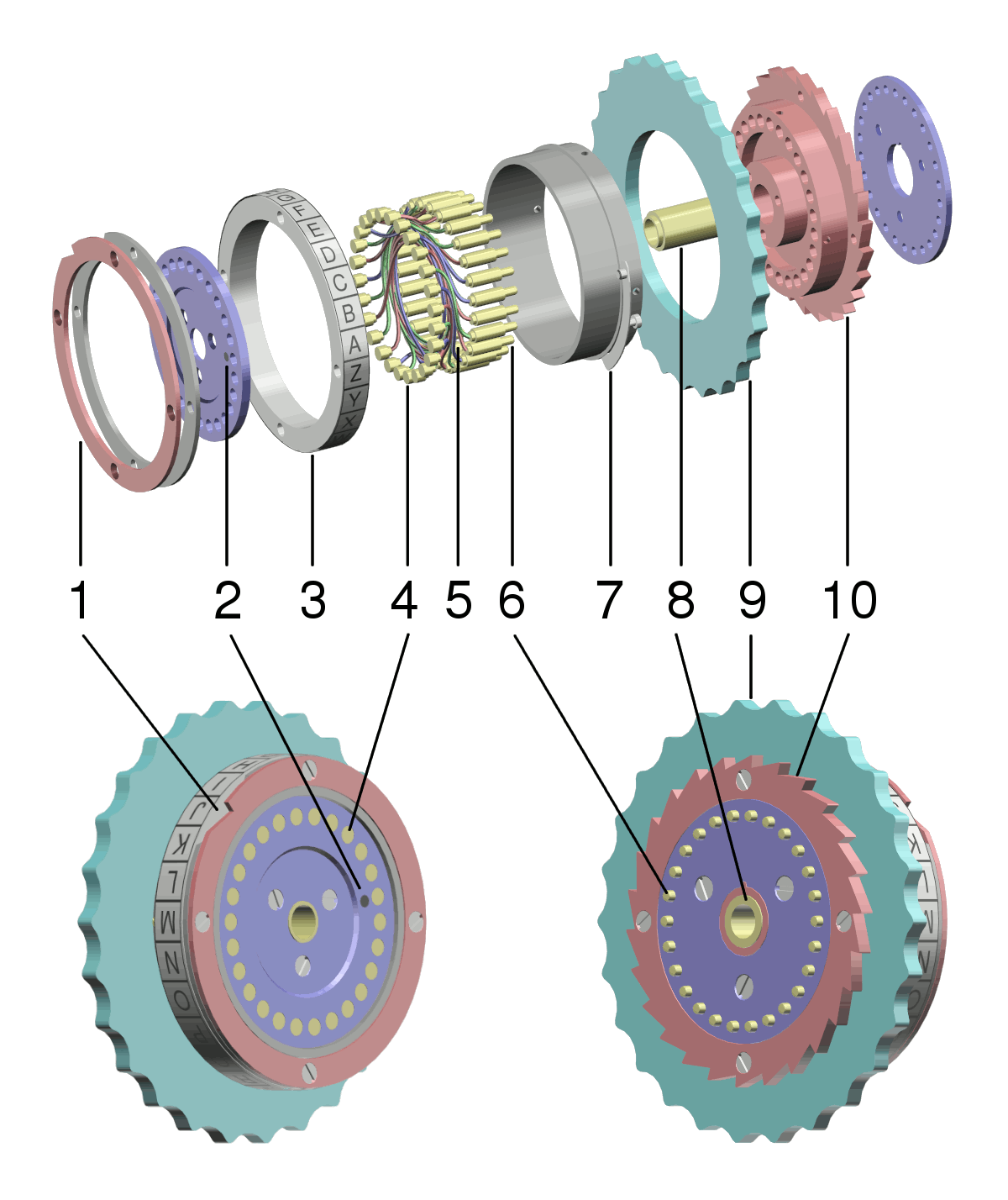
Innerer Aufbau eines Rotors: 1 Ring mit Übertragskerbe 2 Markierpunkt des A-Kontakts 3 Alphabetring 4 Kontaktplatten 5 Verbindungsdrähte 6 gefederte Kontaktstifte 7 gefederte Sperrklinke für Alphabetring 8 Nabe 9 Handrändel 10 Vortriebszahnrad

## Funktionsweise

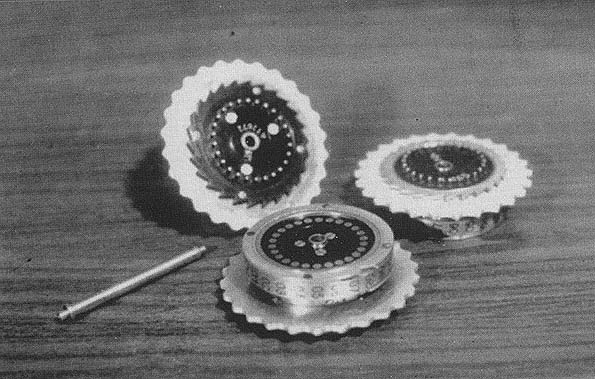
Enigma-Rotoren

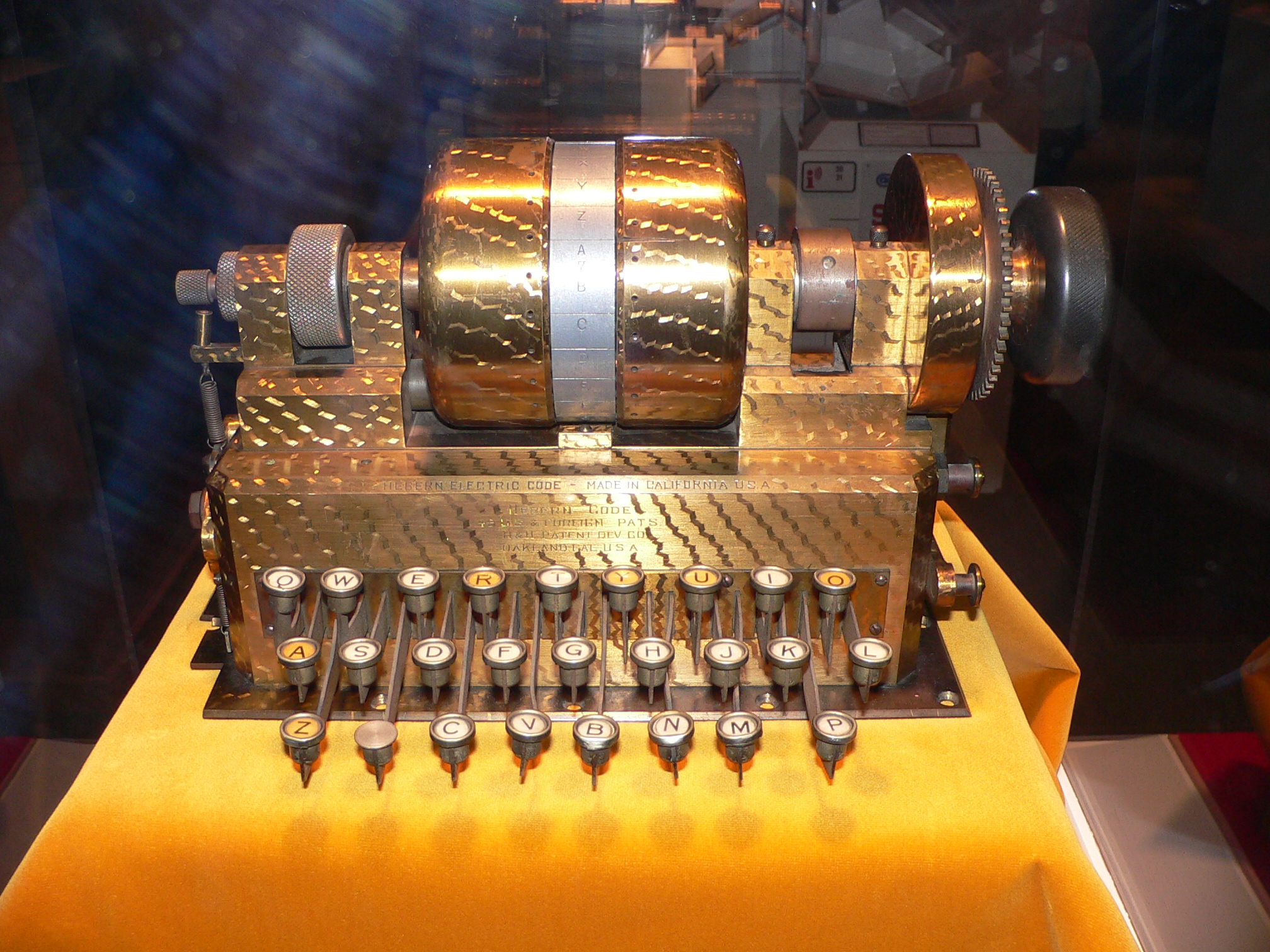
Nachbau von Heberns elektrischer Rotor-Schlüsselmaschine, der Electric Code machine. Das silberfarbene Element in der Mitte der Maschine ist der Rotor. Auf ihm sind die Buchstaben von A bis Z eingraviert.

Die Rotoren sind als drehbare Walzen angeordnet, und ihre Stellung zueinander ändert sich während des Schlüsselvorgangs. An ihren Außenflächen besitzen sie mehrere Kontakte (oft genau 26 für die 26 Großbuchstaben des lateinischen Alphabets), die im Inneren durch isolierte Drähte miteinander verbunden sind. Durch die Drehung der Rotoren wird für jeden Buchstaben des Textes eine unterschiedliche  Ersetzung erzeugt. Die kryptographische Sicherheit der Verschlüsselung hängt wesentlich von der Anzahl der verwendeten Rotoren ab, da damit die Menge der möglichen Ersetzungen (auch Schlüsselraum genannt) multiplikativ ansteigt.

## Geschichte
Basierend auf zu Beginn des 20. Jahrhunderts neu aufgekommenen Technologien, wie der elektrischen Schreibmaschine und dem Fernschreiber, kamen teilweise unabhängig voneinander und nahezu zeitgleich mehrere Erfinder auf die Idee des Rotor-Prinzips zur Verschlüsselung von Texten. Die ersten waren 1915 in Batavia (damals Hauptstadt von Niederländisch-Indien, heute Jakarta) die beiden niederländischen Marineoffiziere Theo van Hengel und Rudolf Spengler. Ihnen wurde jedoch nicht gestattet, ihre Erfindung zum Patent anzumelden. Der nächste war im Jahr 1917 der US-Amerikaner Edward Hugh Hebern (Patentanmeldung 1921). Im Jahr 1918 folgte der Deutsche Arthur Scherbius und schließlich 1919 der Niederländer Hugo Alexander Koch und der Schwede Arvid Gerhard Damm, die alle ihre Ideen zu Rotor-Chiffriermaschinen zum Patent anmeldeten.
Zu den ersten realisierten Rotor-Maschinen gehört die Electric Code machine des amerikanischen Erfinders Hebern aus dem Jahr 1917. Sie verfügte nur über einen einzigen Rotor (Bild). Bereits im Jahr 1918 gab es erste Prototypen, genannt „Probemaschinen“, der später als „Enigma“ berühmt werdenden deutschen Maschine. Deren erste Version hatte zwei „Rollen“, wie damals die Rotoren bezeichnet wurden, wobei vom Konzept her eine Erweiterung auf 7, 10 oder 12 Rollen angedacht war, aber nie umgesetzt wurde. Beispiele für pneumatische Maschinen, bei denen Saugluft statt elektrischem Strom genutzt wird, sind Sidney Holes Chiffriermaschine aus den frühen 1920er-Jahren und die Chiffriermaschine von Josef Štolba, die Mitte der 1930er-Jahre entstand.
Weitere bekannte Rotor-Chiffriermaschinen sind die britische TypeX (auch als Type-X bezeichnet) mit fünf Rotoren, die sowjetische Fialka („Veilchen“) mit zehn Rotoren, die schweizerische Nema (für „Neue Maschine“) mit zehn Rotoren sowie die amerikanische Sigaba (15 Rotoren). Die Fialka wurde im Warschauer Pakt bis zu dessen Auflösung (1991) für die Nachrichtenübermittlung zwischen Armeen der Teilnehmerstaaten verwendet.

## Chiffriermaschinen ohne Rotoren

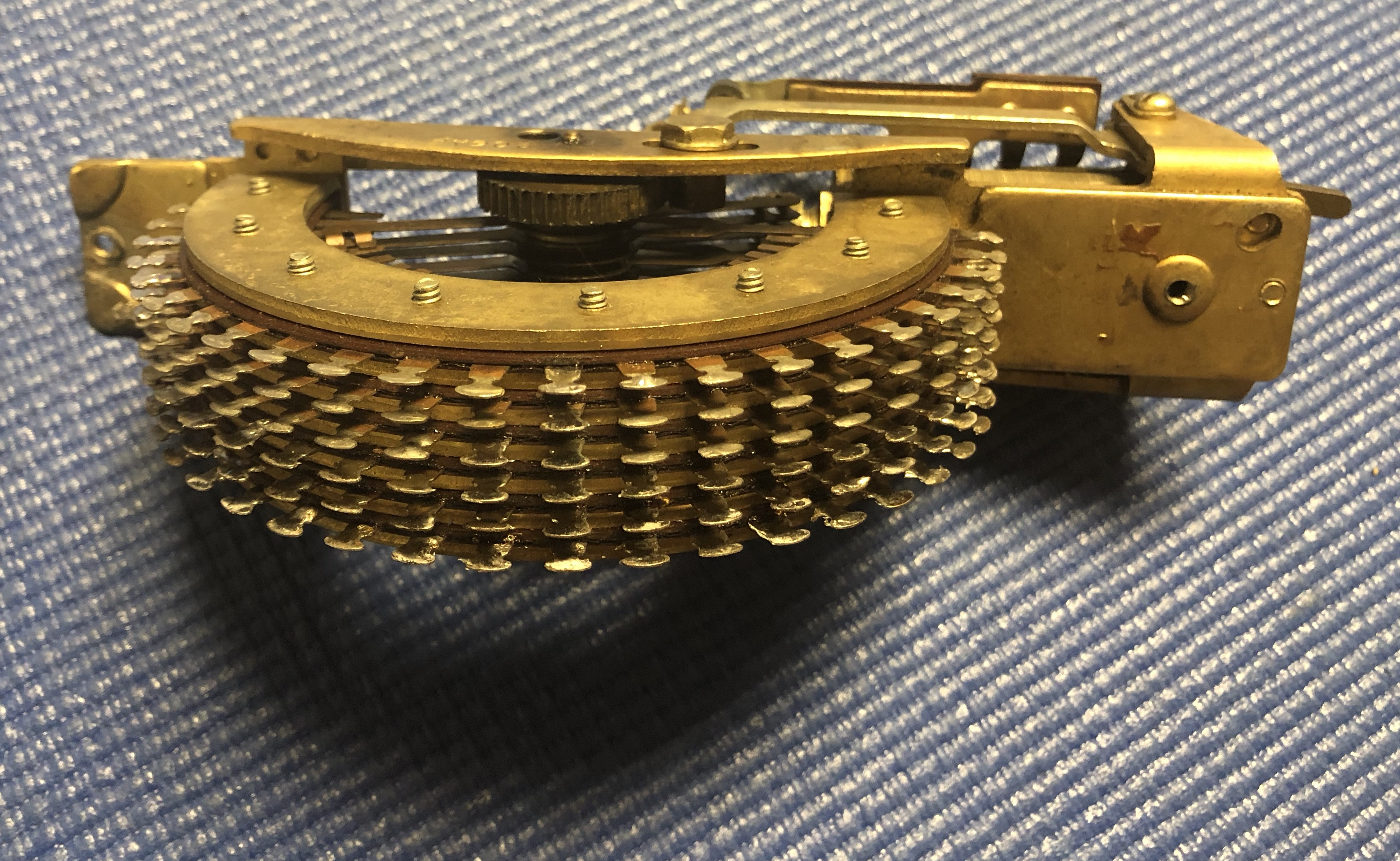
Schrittschalter (hier mit 6×22 Anschlüssen) können die Funktion von Rotoren ersetzen

Neben Rotor-Chiffriermaschinen gab es in der fraglichen Zeit (1920–1960) auch einige Schlüsselmaschinen, die keine Rotoren verwendeten, sondern stattdessen elektrische Umschalter, beispielsweise Schrittschalter (Bild), ähnlich wie sie auch in zeitgenössischen Telefon-Vermittlungsstellen verwendet wurden. Damit kann ein Eingangssignal wahlweise auf einen von vielen, beispielsweise 5×5=25, möglichen Ausgängen durchgeschaltet werden. Während die mechanische Konstruktion erheblich von den Rotor-Maschinen abweicht, ist das kryptographische Prinzip sehr ähnlich.
Beispiele sind die japanischen Chiffriermaschinen mit den amerikanischen Decknamen Coral, Jade und Purple.